# Leptogaster niger
Leptogaster niger är en tvåvingeart som beskrevs av Christian Rudolph Wilhelm Wiedemann 1828. Leptogaster niger ingår i släktet Leptogaster och familjen rovflugor. Inga underarter finns listade i Catalogue of Life.